# Mistrovství Československa v atletice 1979
Mistrovství Československa mužů a žen v atletice 1979 v kategoriích mužů a žen se konalo v Praze na stadionu Evžena Rošického. Hlavní část se uskutečnila v sobotu 14. července a v neděli 15. července. Dvě finálové disciplíny byly na pořadu už v pátek 13. července.
Na mistrovství startovala téměř celá tehdejší československá špička. Představily se reprezentační opory (Helena Fibingerová, Karel Kolář, Jaroslav Brabec, Imrich Bugár, Jan Leitner, Jozef Plachý, Jarmila Nygrýnová aj.) Tři zlaté medaile získala na mistrovství Jarmila Kratochvílová.

## Překonané rekordy
- Jediný československý rekord na mistrovství vytvořila časem 3:42,3 ve štafetovém běhu na 4 × 400 m štafeta VŠ Praha.[1]

## Medailisté

### Muži
| Soutěž                  | Zlato                                                                        | Stříbro                                                                        | Bronz                                                                   |
| 100 m                   | Ladislav Latocha 10,74 Dukla Banská Bystrica                                 | Roman Lacko 10,76 Dukla Praha                                                  | Zdeněk Mazur 10,81 Dukla Praha                                          |
| 200 m                   | Karel Kolář 21,43 LIAZ Jablonec n/N                                          | Miroslav Dongres 21,52 VŠ Praha                                                | Libor Šebesta 21,78 Sparta Praha                                        |
| 400 m                   | Karel Kolář 46,79 LIAZ Jablonec n/N                                          | Libor Šebesta 47,23 Sparta Praha                                               | Stanislav Sajdok 47,42 Dukla Praha                                      |
| 800 m                   | Josef Vedra 1:49,3 Dukla Praha                                               | Jozef Plachý 1:49,4 Dukla Praha                                                | Martin Kamenský Poldi Kladno Jiří Dlouhý VŠ Praha oba 1:50,8            |
| 1500 m                  | Jozef Lenčéš 3:56,1 Dukla Banská Bystrica                                    | Arpád Bari 3:56,2 Dukla Praha                                                  | Jan Holberg 3:56,3 TJ Vítkovice                                         |
| 5000 m                  | Ivan Uvizl 14:05,4 TJ Vítkovice                                              | Lubomír Tesáček 14:05,4 Dukla Praha                                            | Dušan Moravčík 14:05,7 RH Praha                                         |
| 10 000 m                | František Bartoš 29:24,2 TJ Vítkovice                                        | Jindřich Linhart 29:42,7 Dukla Praha                                           | Miroslav Bečka 29:43,6 Dukla Banská Bystrica                            |
| 110 m př.               | Július Ivan 14,05 Dukla Banská Bystrica                                      | Jiří Čeřovský 14,29 VŠ Praha                                                   | Petr Lukeš 14,52 Dukla Banská Bystrica                                  |
| 400 m př.               | Miroslav Kodejš 50,05 Sparta Praha                                           | Ladislav Kárský 51,25 Sparta Praha                                             | Miroslav Břečka 51,82 RH Praha                                          |
| 3000 m př.              | Milan Slovák 8:46,0 Dukla Banská Bystrica                                    | Dušan Moravčík 8:48,4 RH Praha                                                 | Petr Gregořica 8:50,4 Bohemians Praha                                   |
| 4 × 100 m               | Milan Wardas Zdeněk Mazur Otakar Wild Roman Lacko Dukla Praha 40.74          | Ivan Sedláček Jaroslav Hort Jiří Chramosta Karel Kolář LIAZ Jablonec n/N 41.72 | Roman Eppert Roman Zrun Pavel Vladař Jaroslav Křivka RH Praha 42.27     |
| 4 × 400 m               | Ivan Čížek Ladislav Kárský Miroslav Kodejš Libor Šebesta Sparta Praha 3:11.6 | Josef Lomický Josef Vedra Jozef Plachý Stanislav Sajdok Dukla Praha 3:11.7     | Dušan Žiška Roman Zrun Jindřich Kohout František Břečka RH Praha 3:15.5 |
| Skok do výšky           | Jindřich Vondra 218 cm Sparta Praha                                          | Josef Hrabal 215 cm VŠ Praha                                                   | Marián Prezbruchý 215 cm VŠT Košice                                     |
| Skok o tyči             | Petr Habel 500 cm VŠ Praha                                                   | Antonín Spěvák Dynamo Pardubice Antonín Hadinger LIAZ Jablonec n/N oba 475 cm  |                                                                         |
| Skok daleký             | Jan Leitner 782 cm Dukla Praha                                               | Jaroslav Priščák 772 cm VŠT Košice                                             | Jaroslav Křivka 765 cm RH Praha                                         |
| Trojskok                | Karel Hradil 15,74 m Dukla Praha                                             | Ján Šimonovič 15,50 m TŽ Třinec                                                | František Volcer 15,30 m Slávia UK Bratislava                           |
| Vrh koulí               | Jaroslav Brabec 18,90 m Dukla Praha                                          | Jaromír Vlk 18,48 m Dukla Praha                                                | Remigius Machura 17,94 m VŠ Praha                                       |
| Hod diskem              | Imrich Bugár 62,54 m Dukla Praha                                             | Antonín Wybraniec 58,60 m RH Praha                                             | Zdeněk Dvořák 57,54 m Dukla Praha                                       |
| Hod kladivem            | Radomil Skoumal 70,16 m Dukla Praha                                          | Jiří Chamrád 69,10 m TJ Vítkovice                                              | František Vrbka 66,34 m Dukla Praha                                     |
| Hod oštěpem             | Tomáš Babiak 77,32 m Dukla Praha                                             | Jozef Hanušovský 76,58 m Dukla Banská Bystrica                                 | Zdeněk Adamec 75,12 m VŠ Praha                                          |
| Desetiboj 4. – 5.8.1979 | Jiří Knejp 7499 bodů VŠ Praha                                                | Ivan Spalovský 7405 bodů Slávia UK Bratislava                                  | Vladimír Jareš 6597 bodů VŠ Praha                                       |
| 20 km chůze             | Jozef Pribilinec 1:26:03,2 Dukla Banská Bystrica                             | Štefan Petrík 1:26:19,8 Dukla Banská Bystrica                                  | Pavol Blažek 1:27:28,5 Dukla Banská Bystrica                            |

### Ženy
| Soutěž                | Zlato                                                                                            | Stříbro                                                                                | Bronz                                                                                   |
| 100 m                 | Jarmila Kratochvílová 11,84 VŠ Praha                                                             | Daniela Široká 11,86 Slávia UK Bratislava                                              | Štěpánka Sokolová 11,97 RH Praha                                                        |
| 200 m                 | Jarmila Kratochvílová 23,54 VŠ Praha                                                             | Daniela Široká 24,18 Slávia UK Bratislava                                              | Štěpánka Sokolová 24,29 RH Praha                                                        |
| 400 m                 | Olga Kmochová 54,46 RH Praha                                                                     | Zuzana Moravčíková 54,63 VŠ Praha                                                      | Hana Slámová 55,12 LIAZ Jablonec n/N                                                    |
| 800 m                 | Eva Ráková 2:07,4 Slávia UK Bratislava                                                           | Helena Müllerová 2:08,4 LIAZ Jablonec n/N                                              | Jindřiška Červená 2:09,4 VŠ Praha                                                       |
| 1500 m                | Božena Sudická 4:24,5 LIAZ Jablonec n/N                                                          | Ludmila Češková 4:24,8 Zbrojovka Brno                                                  | Jarmila Urbanová 4:28,8 RH Praha                                                        |
| 3000 m                | Božena Sudická 9:32,2 LIAZ Jablonec n/N                                                          | Ludmila Češková 9:34,3 Zbrojovka Brno                                                  | Jarmila Urbanová 9:36,4 RH Praha                                                        |
| 100 m př.             | Monika Schönauerová 13,74 Slávia Praha IPS                                                       | Milena Tebichová 14,18 RH Praha                                                        | Jitka Picková 14,19 VŠ Praha                                                            |
| 400 m př.             | Hana Slámová 59,30 LIAZ Jablonec n/N                                                             | Ludmila Kristlová 62,02 Jiskra Ústí n/O                                                | Sylva Prokopová 62,06 Spartak Hradec Králové                                            |
| 4 × 100 m             | Štěpánka Sokolová Zdena Holánová Radoslava Černá Jarmila Nygrýnová RH Praha 46.62                | Jana Hrazdírová Jitka Kučerová Ludmila Jimramovská Iva Dembická Zbrojovka Brno 47.43   | Ivana Besedová Olga Jančíková Viera Dodrvová Daniela Široká Slávia UK Bratislava 48.08  |
| 4 × 400 m             | Ivana Truhlařovská Jindřiška Červená Zuzana Moravčíková Jarmila Kratochvílová VŠ Praha 3:42.3 NR | Květuše Harvanová Renata Šťastná Olga Kmochová Jindřiška Kubečková Sparta Praha 3:45.7 | Kateřina Vocásková Marie Loudová Helena Müllerová Hana Slámová LIAZ Jablonec n/N 3:46.8 |
| Skok do výšky         | Věra Skotnická 175 cm Bohemians Praha                                                            | Miriam Valentová 175 cm VŠ Praha                                                       | Zdeňka Boukalová Sparta Praha Karla Radostová LIAZ Jablonec n/N oba 175 cm              |
| Skok daleký           | Jarmila Nygrýnová 640 cm RH Praha                                                                | Marie Pokludová 629 cm Slezan Frýdek-Místek                                            | Marcela Koblasová 604 cm Škoda Plzeň                                                    |
| Vrh koulí             | Helena Fibingerová 20,42 m TJ Vítkovice                                                          | Zdeňka Bartoňová 18,18 m TJ Vítkovice                                                  | Gabriela Hanuláková 15,41 m Slávia UK Bratislava                                        |
| Hod diskem            | Jitka Prouzová 59,56 m RH Praha                                                                  | Marcela Pilařová 57,16 m TJ Vítkovice                                                  | Zdeňka Bartoňová 52,52 m TJ Vítkovice                                                   |
| Hod oštěpem           | Mária Laktišová 54,54 m Stavbár Nitra                                                            | Vlasta Vlasáková 54,44 m Zbrojovka Brno                                                | Jana Linková 53,30 m LIAZ Jablonec n/N                                                  |
| Pětiboj 4. – 5.8.1979 | Marcela Koblasová 4128 bodů Škoda Plzeň                                                          | Taťána Fajtová 3842 bodů VŠ Praha                                                      | Miriam Valentová 3798 bodů VŠ Praha                                                     |